# 曾溪镇
曾溪镇，是中华人民共和国陕西省安康市石泉县下辖的一个乡镇级行政单位。

## 行政区划
曾溪镇下辖以下地区：
油坊湾村、庄房村、四新村、兴隆村、小沟村、十里沟村、高坎村、印石村、立新村、同庆村、联盟村、瓦窑村和大沟村。